# تشانوت بياوي
(15 مايو 1922 - 3 مايو 2020 بالتايلاندية: ท่านผู้หญิงชนัตถ์ ปิยะอุย)، ثان فو ينغ
تشانوت بياوي كانت سيدة أعمال ورائدة أعمال تايلاندية معروفة بأنها مؤسسة مجموعة الضيافة التايلاندية "دوسيت إنترناشيونال". شغلت منصب المديرة التنفيذية ورئيسة مجلس إدارة "دوسيت إنترناشيونال" من عام 1970 إلى عام 2014، وشغلت منصب رئيس فخري.

## حياتها المهنية
ولدت ثان فو ينغ تشانوت في بانكوك، تايلاند. والدها كان رجل أعمال يمتلك مصنعًا للأخشاب في بانكوك، وكانت والدتها تدير مطحنة للأرز خارج المدينة. في عام 1946، ذهبت تشانوت إلى الولايات المتحدة على أمل الالتحاق بجامعة كولومبيا. ولكنها فشلت في الحصول على القبول بسبب مستوى لغتها الإنجليزية، لذا انتقلت لحضور مدرسة لتعلم اللغة الإنجليزية في مدينة نيويورك. بعد إنتهاء دراستها، قامت بالسفر في البلاد، وأصبحت مهتمة بالفنادق التي زارتها بسبب وجودها المرافق الحديثة وجودة الخدمة.
عندما عادت إلى بلدها في عام 1947، أطمحت ثان فو ينغ تشانوت إلى بناء فندق يكون شبيهًا بتلك التي زارتها في الولايات المتحدة، ولكنه يحمل لمسة تايلاندية مميزة. في عام 1948، افتتحت تشانوت أول فندق لها، وهو "فندق الأميرة" في شارع نيو رود ببانكوك. كان يحتوي على 30 غرفة فقط، ولكنه كان يتمتع بتميز كونه أول فندق حديث في بانكوك يحتوي على حمام سباحة. كان هذا الفندق المكان المفضل لطواقم رحلات شركة بان أميركان إير ويز (بان أم) لعدة سنوات.
استغلت تشانوت الفرصة للانضمام إلى برنامج "80 يومًا حول العالم" الخاص بشركة بان أميركان إير ويز للقيام بجولة حول العالم. ساعدتها هذه الرحلة على الحصول على معلومات ورؤى قيمة في مجال الفنادق يمكنها دمجها في أعمالها الخاصة وسيلة لتحسينها. في عام 1970، أسست تشانوت فندق دوسيت ثاني الفاخر بالقرب من حديقة لمبيني، والذي أصبح الفندق الرئيسي لمجموعة دوسيت. كان أول فندق فاخر في بانكوك وحقق شعبية واسعة بين السكان المحليين والأجانب. كان الفندق ذو 510 غرفة وكان أطول مبنى في بانكوك لعدة سنوات. كان فندق دوسيت ثاني واحدًا من الفنادق التايلاندية التي جذبت الزوار الأجانب وساهمت في تجاوز صادرات الأرز كأكبر مصدر للدخل في عام 1983.
منذ تأسيس مجموعة دوسيت ثاني، شغلت تشانوت منصب المديرة التنفيذية والمستشارة لمجلس الإدارة. في عام 1987، اشترت فندقًا تم تجديده ليصبح أول منتجع في الممتلكات، وهو فندق دوسيت ثاني باتايا، تلاه منتجع آخر على الشاطئ في بوكيت، وهو فندق دوسيت ثاني لاجونا بوكيت. في عام 1989، تم افتتاح نادي للبولو ومنتجع في تشا آم. في العقد التالي، تم افتتاح أربعة منتجعات فاخرة وفنادق أخرى، وهي فندق رويال برنسيس شيانغ ماي، ومنتجع دوسيت آيلاند شيانغ راي، وفندق دوسيت برنسيسكورات، وفندق دوسيت برنسيس سريناكارين في تايلاند. في العقد التسعينات، واجهت تشانوت صراعًا بسبب بناء نظام متروالأنفاق السريع للنقل العام في المدينة، الذي امتد لمسافة 243 كيلومترًا ومر بالقرب من فندق دوسيت ثاني واحتاج إلى الوصول إلىبعض الأراضي الثمينة التي كانت مستخدمة لأغراض وقوف السيارات.
قامت تشانوت بأول توسعة دولية لعلامة دوسيت في عام 1995 من خلال استحواذها على فندق دوسيت نيكو مانيلا في الفلبين. بعدالاستحواذ، تم إدارة الفندق بواسطة فنادق ومنتجعات دوسيت ثاني، وتم تغيير اسمه إلى فندق دوسيت نيكو، مانيلا. واصلت المجموعة التوسع، وافتتحت أول ممتلكاتها في الشرق الأوسط في عام 2001 في دبي، ودخلت في وقت لاحق الهند والصين والولايات المتحدة وجزر المالديف.
في عام 2001، قدمت تشانوت سبا ديفارانا الذي يعمل الآن في 10 ممتلكات دوسيت.
نمت سلسلة الفنادق الرائدة لتشانوت على حد سواء في تايلاند وفي الساحة الدولية. تدير المجموعة الآن 13 فندقًا ومنتجعًا في جميع أنحاء تايلاند و 18 ممتلكات حول العالم تحت خمسة علامات تجارية للفنادق: فنادق ومنتجعات دوسيت ثاني، فنادق ومنتجعات دوسيت ديتو، فنادق ومنتجعات دوسيت برنسيس، فنادق ومنتجعات دوسيت ديفارانا، وشقق دوسيت للإقامة المؤقتة.
في عام 1993، أسست تشانوت كلية دوسيت ثاني بهدف دعم توسع مجموعة دوسيت الدولية من خلال تقديم تدريب مهني في مجال الفنادق في تايلاند. تمتلك مجموعة دوسيت الآن مدرستين للفنادق في تايلاند تقدم درجة البكالوريوس في إدارة الأعمال في إدارة المطابخ والمطاعم. كما تمتلك مدرسة للطهي بالشراكة مع لو كوردون بلو والتي تم افتتاحها في عام 2007. في عام 2009، بدأت كلية دوسيت ثاني برنامجًا مع جامعة لايسيوم في الفلبين والذي تم افتتاحه في يونيو 2009 بمشاركة أكثر من 4000 طالب مسجل. تم افتتاح مدرسة ضيافة جديدة متكاملة مع فندق في مانيلا في عام 2017.
في عام 2014، اعتزلت تشانوت من منصب المديرة التنفيذية وقامت بتسليمه لإبنها تشانين دونافانيك. ثم شغلت منصب الرئيس الشرفي لمجموعة دوسيت ثاني.
في عام 2020، توفيت تشانوت في 3 مايو  2020 بسبب فشل الدورة الدموية عن عمر يناهز 97 عامًا . في وقت لاحق، في 23 أغسطس من نفس العام، ذهبت الأميرة الملكية سيرندورن الملكية المعظمة إلى القرانة الملكية أمام دار الأيتام في وات ديبسيريندرواس راتشاوراويهارن لإجراء مراسم الحرق الملكي.

## جوائزها وتقديرها
لتحقيقاتها في صناعة الضيافة التايلاندية، حصلت تشانوت على لقب تان بو ينغ، وهو لقب ملكي مرموق يمنح في تايلاند. حصلت على العديد من الدرجات الفخرية، بما في ذلك درجة دكتوراه في إدارة الأعمال في إدارة الضيافة من جامعة جونسون آند ويلز؛ودرجة دكتوراه في السياحة والفنادق من جامعة سريباتوم؛ ودرجة دكتوراه في الفنون في صناعة السياحة من جامعة ماهيدول.